# 4 Pułk Koronny Przedniej Straży

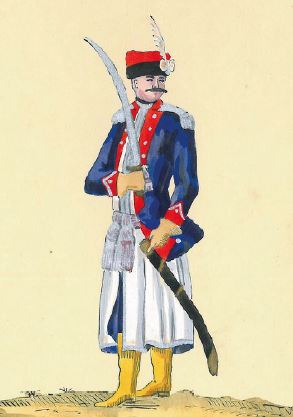
Oficer 1 pułku straży przedniej w 1777

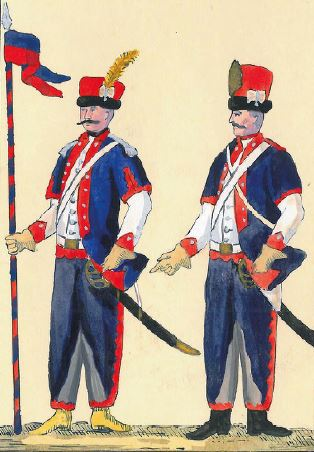
Towarzysz i pocztowy 1 pułku straży przedniej w 1777

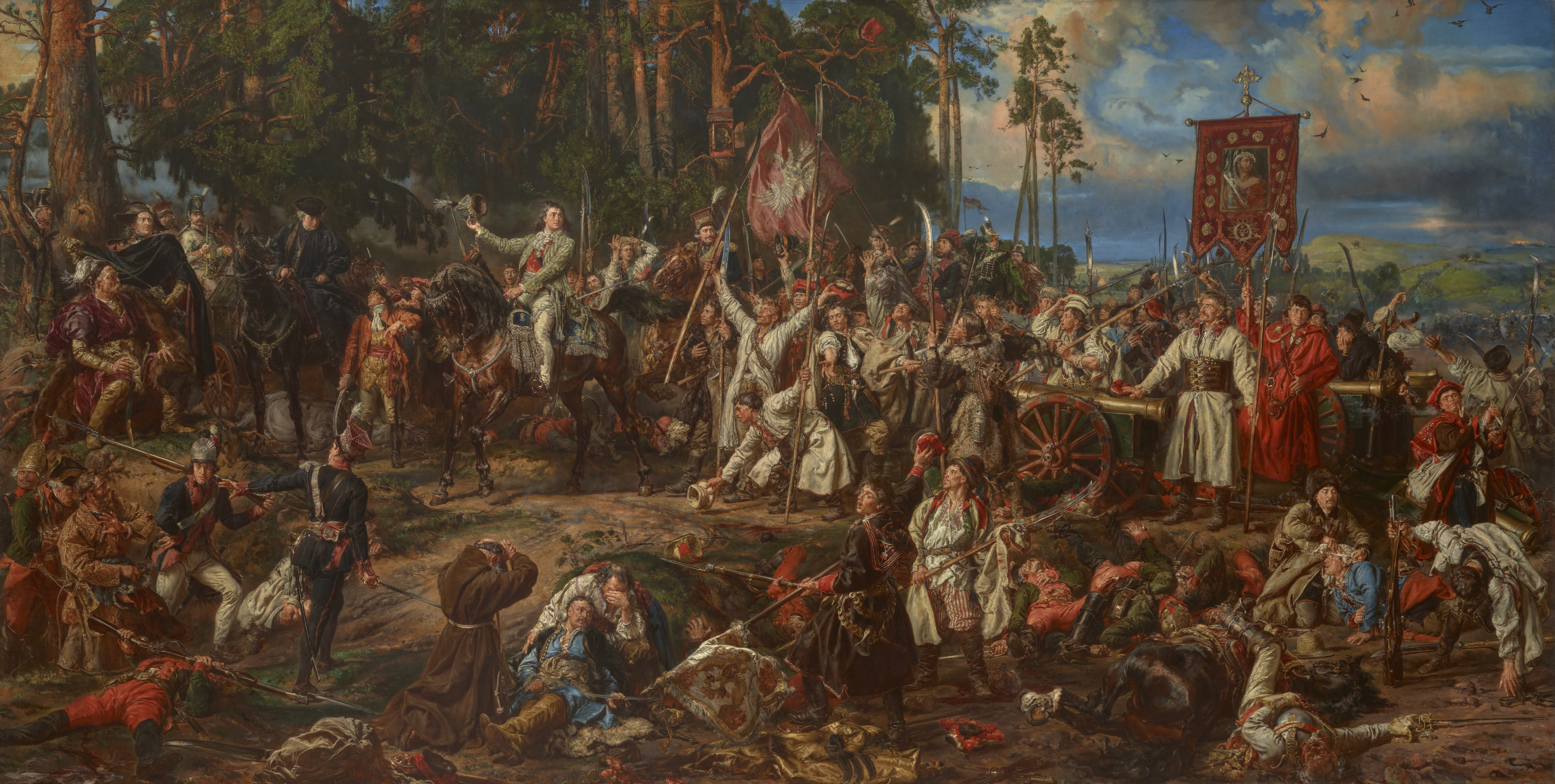
Jan Matejko, Bitwa pod Racławicami

4 Pułk Koronny Przedniej Straży – oddział jazdy armii koronnej wojska I Rzeczypospolitej.

## Formowanie i zmiany organizacyjne
Rzeczywiste formowanie pułku rozpoczęło się w 1768 roku na bazie chorągwi lekkich Partii Wielkopolskiej. 
Sformowany w 1776 z chorągwi lekkich. Początkowo pułk liczył 350 ludzi zorganizowanych w 9 chorągwi. 31 stycznia 1977 pułk składał się ze sztabu i choragwi: szefa, rtm. Ułana star., rtm. Niewęgłowskiego, rtm. Zakrzewskiego, rtm. Nieszkowskiego, rtm. Ulana młod., rtm. Byszewskiego, rtm. Lubowidzkiego i rtm. Chrzczonowskiego.
W kwietniu 1777 roku rozwiązano chorągiew rtm. T. Niewęgłowskiego, część obsady dymisjonując, a część rozdzielając po innych chorągwiach. W 1778 według etatu pułk liczył 378 żołnierzy, a faktycznie posiadał 370. W roku 1784 ustalono nowy etat dla pułków przedniej straży. Etat przewidywał 391 „głów” − 15 w sztabie i po 47 w 8 chorągwiach. Zgodnie z planowanym etatem 100 000 armii Rzeczypospolitej Obojga Narodów, pułk miał etatowo liczyć 1369 „głów”. W sztabie wyższym miało służyć 5 oficerów, w średnim i niższym − 15. W skład pułku miało wejść 10 chorągwi po 135 „głów” każda. Etat ten nie został zrealizowany. Rozpoczęto formowanie 65 000 armii. Pułk w tym przypadku miał liczyć etatowo 1099 „głów” w tym 19 w sztabie i 8 chorągwi po 135 osób.
Przed wybuchem wojny z Rosją, wiosną 1792 pułk liczył według etatu 1099 żołnierzy a faktycznie posiadał 944. Już po rozpoczęciu działań wojennych, wielu spośród żołnierzy i oficerów pułku opuściło jednostkę, stając się zalążkiem nowo tworzonego 7 pułku tatarskiego.
6 maja 1793 wcielony do wojska rosyjskiego pod nazwą pułku konstantynowskiego. 12 czerwca cztery szwadrony pułku pod dowództwem rtm. Ignacego Zborowskiego rozpoczęły, pomyślnie zakończony, marsz zza rozbiorowego kordonu. Po przegranej wojnie, stan pułku zmniejszył się znacznie i jesienią 1793 wynosił 461 żołnierzy, a w chwili wybuchu powstania kościuszkowskiego 500.
Pułk w 1792 liczył 1008 „głów” i 976 koni. W 1794 roku w marcu liczył 500 „głów” i 500 koni, w maju 476 „głów” i 350 koni, a we wrześniu 673 „głów” i 492 koni.

## Stanowiska
- Warta[11] (XII 1789)[12], Czehryń (od października 1792)

## Żołnierze regimentu
Szefowie regimentu
- Arnold Anastazy Byszewski (1768−1791)[a]
- książę Ludwik Wirtemberski (1791−1 VI 1792)[b]

Pułkownicy
- Leon Suleżycki (1775−1778)
- Józef Byszewski (1778− 23 VII 1791)
- Andrzej Dobraczyński (20 XII 1791−19 XI 1793)
- Ludwik Fabrycy (9 XI 1793−)

## Walki pułku
Regiment brał udział w wojnie w obronie Konstytucji 3 maja i w  powstaniu kościuszkowskim.
Bitwy i potyczki

Jego żołnierze walczyli pod Izabelinem (7 lipca 1792), Mścibowem (10 lipca 1792), Brześciem (23 lipca 1792), Skalmierzem (31 marca 1794), Racławicami (4 kwietnia 1794), Warszawą (17 kwietnia 1794), Szczekocinami (6 czerwca 1794), Chełmem (8 czerwca 1794), Krupczycami (16 września 1794) i ponownie pod Brześciem (17 września 1794).

## Hierarchia regimentu
- chorągwie lekkie (−1776) →  pułk 1 przedniej straży (1776−1789) →  pułk 4 przedniej straży (1789−1793) →  pułk konstantynowski (1793−)